# Delettes
Delettes est une commune française située dans le département du Pas-de-Calais en région Hauts-de-France. Ses habitants sont appelés les Delettois.
La commune fait partie de la communauté d'agglomération du Pays de Saint-Omer qui regroupe 53 communes et compte 104 937 habitants en 2021.

## Géographie

### Localisation
Localisée dans l'est du département du Pas-de-Calais, Delettes est une commune de la vallée de la Lys située, à vol d'oiseau, à 12 km au nord-est de la commune de Fruges et à 14 km au sud de la commune de Saint-Omer (chef-lieu d'arrondissement).
Le territoire de la commune est limitrophe de ceux de huit communes.
Les communes limitrophes sont Thérouanne, Bomy, Cléty, Coyecques, Dohem, Erny-Saint-Julien, Bellinghem et Enquin-lez-Guinegatte.

### Géologie et relief
La superficie de la commune est de 14,69 km2 ; son altitude varie de 36  à   138 m.

### Hydrographie
Le territoire de la commune est situé dans le bassin Artois-Picardie.
La commune est traversée par quatre cours d'eau :
- la Lys, d'une longueur de 134,01 km, qui prend sa source dans la commune de Lisbourg, dans le département du Pas-de-Calais, et se jette dans l'Escaut au niveau de la commune de Gand, en Belgique[4] ;

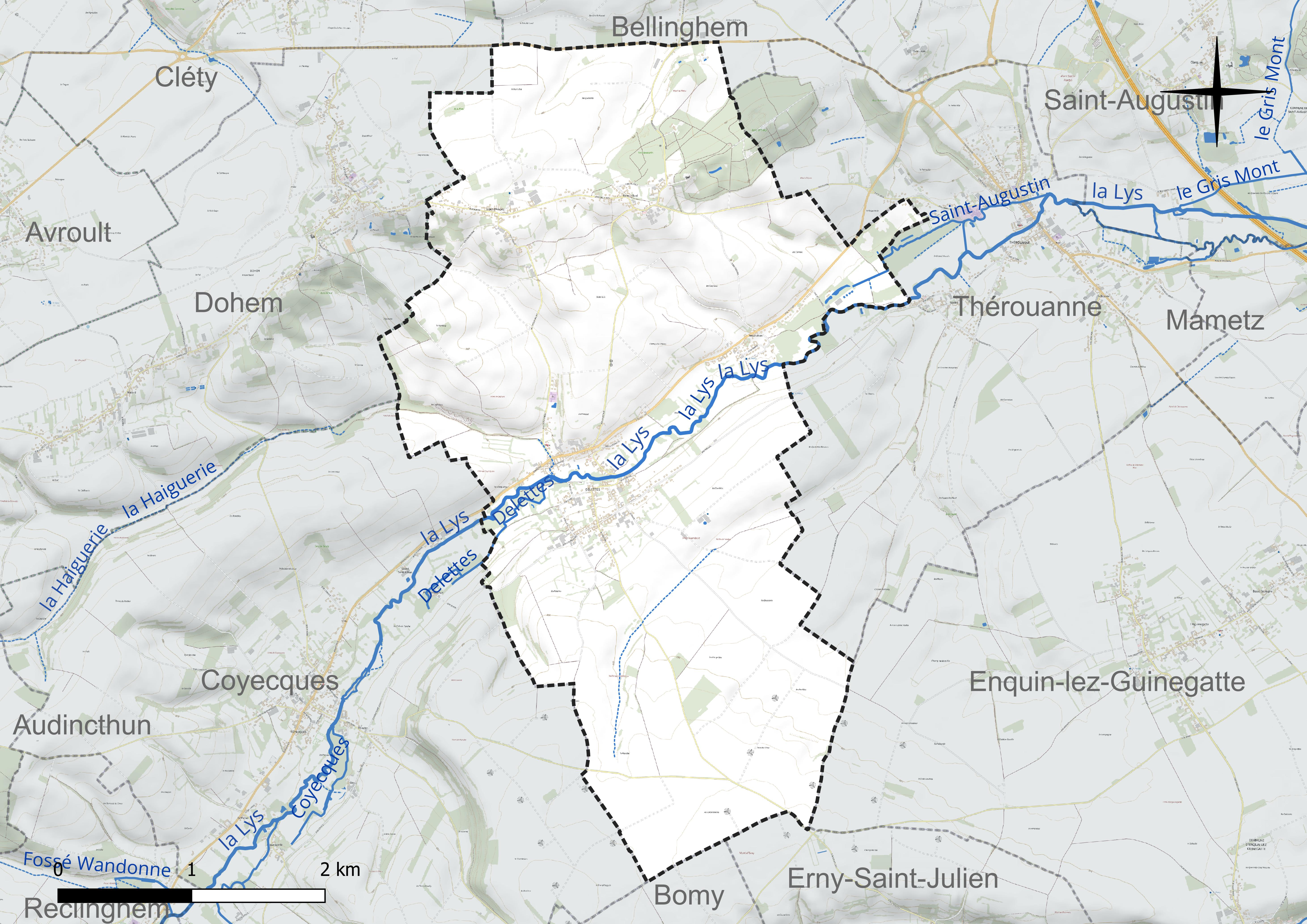
Réseau hydrographique de Delettes.

- le Delettes, d'une longueur de 1,75 km, qui prend sa source dans la commune de Coyecques et se jette dans la Lys au niveau de la commune[5] ;
- la rivière la petite lys, d'une longueur de 1,82 km, qui prend sa source dans la commune et se jette dans la Lys au niveau de la commune de Thérouanne[6] ;
- le ruisseau du bois fauchez du ravin d'ecques, d'une longueur de 9,97 km, qui prend sa source dans la commune de Dohem et se jette dans le Lauborne au niveau de la commune d'Ecques[7].

### Climat
Pour des articles plus généraux, voir Climat des Hauts-de-France et Climat du Pas-de-Calais.
En 2010, le climat de la commune est de type climat océanique franc, selon une étude du CNRS s'appuyant sur une série de données couvrant la période 1971-2000. En 2020, Météo-France publie une typologie des climats de la France métropolitaine dans laquelle la commune est exposée à un climat océanique et est dans la région climatique Côtes de la Manche orientale, caractérisée par un faible ensoleillement (1 550 h/an) ; forte humidité de l’air (plus de 20 h/jour avec humidité relative > 80 % en hiver), vents forts fréquents.
Pour la période 1971-2000, la température annuelle moyenne est de 10,2 °C, avec une amplitude thermique annuelle de 13,8 °C. Le cumul annuel moyen de précipitations est de 878 mm, avec 12,8 jours de précipitations en janvier et 8,4 jours en juillet. Pour la période 1991-2020, la température moyenne annuelle observée sur la station météorologique la plus proche, située sur la commune de Radinghem à 10 km à vol d'oiseau, est de 10,5 °C et le cumul annuel moyen de précipitations est de 1 038,1 mm,. Pour l'avenir, les paramètres climatiques de la commune estimés pour 2050 selon différents scénarios d'émission de gaz à effet de serre sont consultables sur un site dédié publié par Météo-France en novembre 2022.

### Paysages
Pour un article plus général, voir Paysage en France.
La commune s'inscrit dans les « paysages des hauts plateaux artésiens » tels qu’ils sont définis dans l’atlas de paysages de la région Nord-Pas-de-Calais, conçu par la direction régionale de l'Environnement, de l'Aménagement et du Logement (DREAL),.
Ces paysages, qui concernent 77 communes du Pas-de-Calais, se situent à l'extrémité ouest des collines de l'Artois qui traversent le Pas-de-Calais d'Arras au Boulonnais. L'altitude de ces paysages dépassent les 180 mètres. Ces dimensions sont modestes, d'une quinzaine de kilomètres du sud-est au nord-ouest et d'une vingtaine de kilomètres dans sa dimension la plus grande.
Ces « paysages des hauts plateaux artésiens », appelés aussi « Haut Artois », se caractérisent par trois ensembles écopaysagers : 
- l'ensemble mésophile ouvert du plateau artésien calcaire ;
- l'ensemble alluvial des fonds de vallée de la Lys et de l'Aa ;
- l'ensemble calcicole des versants calcaires des vallées[15].

Le « Haut Artois » dispose d'une importante densité de corridors biologiques bien interconnectés.
Dans le « Haut Artois », pas de villes, c'est une des rares terres rurales de la région, les communes les plus importantes sont, du nord au sud, Lumbres, Fauquembergues et Fruges. Le « Haut Artois », drainé par l'Aa et la Lys, constitue le sommet de l'anticlinal artésien, paysage ventée, froid et aux précipitations importantes qui en font le château d'eau régional.
Leș cultures représentent environ 60 % des sols, les prairies entre 26 et 27 %, les bois de 5 à 8 % et les villages et bourgs de 5 à 8 %, l'industrie y est peu présente.

### Milieux naturels et biodiversité

#### Espaces protégés et gérés
La protection réglementaire est le mode d’intervention le plus fort pour préserver des espaces naturels remarquables et leur biodiversité associée.
Dans ce cadre, la commune fait partie de deux espaces protégés et gérés (location, convention de gestion) par le Conservatoire d'espaces naturels des Hauts-de-France: 
- la prairie de la verte voie d'une superficie de 5,838 ha[17] ;
- le coteau des carrières de Delettes d'une superficie de 1,514 ha[18].

#### Zones naturelles d'intérêt écologique, faunistique et floristique
L’inventaire des zones naturelles d'intérêt écologique, faunistique et floristique (ZNIEFF) a pour objectif de réaliser une couverture des zones les plus intéressantes sur le plan écologique, essentiellement dans la perspective d’améliorer la connaissance du patrimoine naturel national et de fournir aux différents décideurs un outil d’aide à la prise en compte de l’environnement dans l’aménagement du territoire.
Le territoire communal comprend deux ZNIEFF de type 1 : 
- la Haute Lys et ses végétations alluviales en amont de Thérouanne. D'une altitude variant de 38 à 153 m et d'une superficie de 1 053 ha, ce site correspond au fond de vallée et à quelques versants, depuis les sources jusqu’à la commune de Thérouanne[19] ;
- le bois Bertoulin, le bois d'Enfer et les bosquets au sud de Dohem. D'une altitude variant de 53 à 143 m et d'une superficie de 418 ha. ce site est constitué de boisements installés sur des buttes tertiaires du Landénien (sables et grès d’Ostricourt, cailloutis…), auréolées d’argiles de l’Yprésien, et de limons de plateaux avec des versants cultivés[20].

et une ZNIEFF de type 2 : la haute vallée de la Lys et ses versants en amont de Thérouanne. L’entité paysagère de la haute vallée de la Lys et ses versants s’étire sur une vingtaine de kilomètres du Nord au Sud pour moins de dix d’Est en Ouest dans le Haut Artois.

Carte des ZNIEFF de type 1 et 2 sur la commune
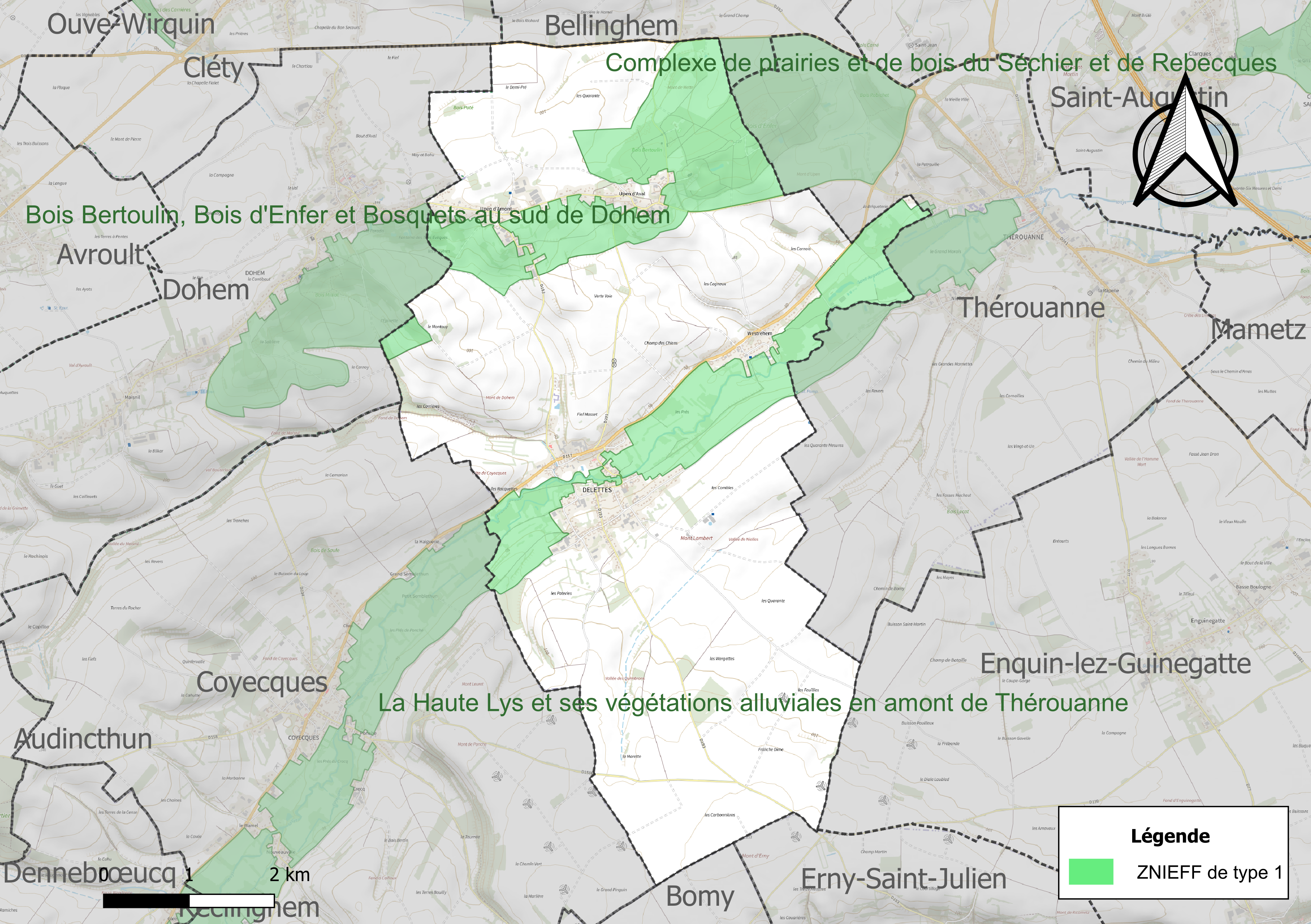
Carte des ZNIEFF de type 1 sur la commune.
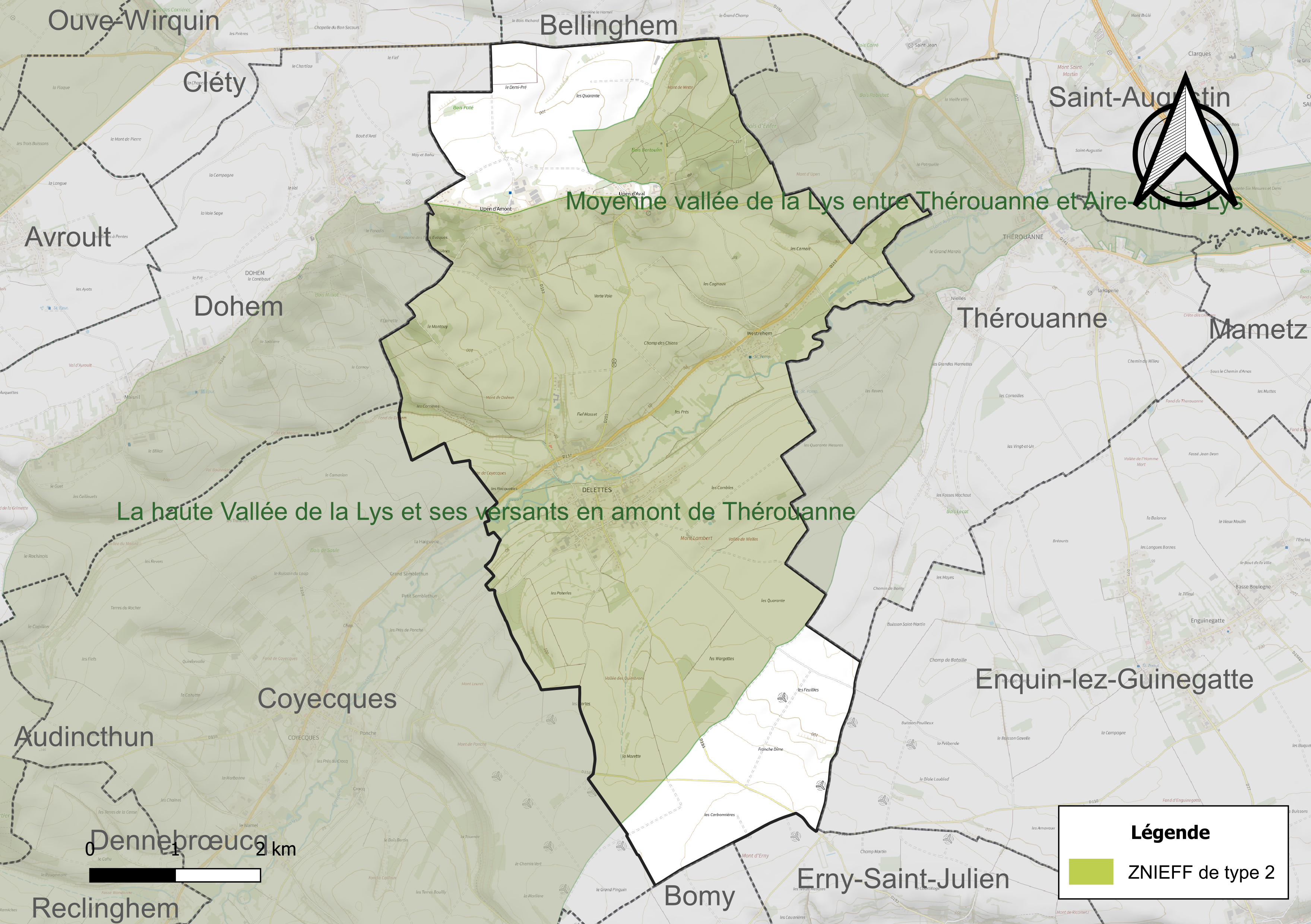
Carte de la ZNIEFF de type 2 sur la commune.

## Urbanisme

### Typologie
Au 1er janvier 2024, Delettes est catégorisée commune rurale à habitat dispersé, selon la nouvelle grille communale de densité à sept niveaux définie par l'Insee en 2022.
Elle est située hors unité urbaine. Par ailleurs la commune fait partie de l'aire d'attraction de Saint-Omer, dont elle est une commune de la couronne,. Cette aire, qui regroupe 79 communes, est catégorisée dans les aires de 50 000 à moins de 200 000 habitants,.

### Occupation des sols
L'occupation des sols de la commune, telle qu'elle ressort de la base de données européenne d’occupation biophysique des sols Corine Land Cover (CLC), est marquée par l'importance des territoires agricoles (91,8 % en 2018), une proportion sensiblement équivalente à celle de 1990 (92,4 %). La répartition détaillée en 2018 est la suivante : 
terres arables (70,6 %), prairies (21,3 %), zones urbanisées (4,4 %), forêts (3,7 %). L'évolution de l’occupation des sols de la commune et de ses infrastructures peut être observée sur les différentes représentations cartographiques du territoire : la carte de Cassini (XVIIIe siècle), la carte d'état-major (1820-1866) et les cartes ou photos aériennes de l'IGN pour la période actuelle (1950 à aujourd'hui).

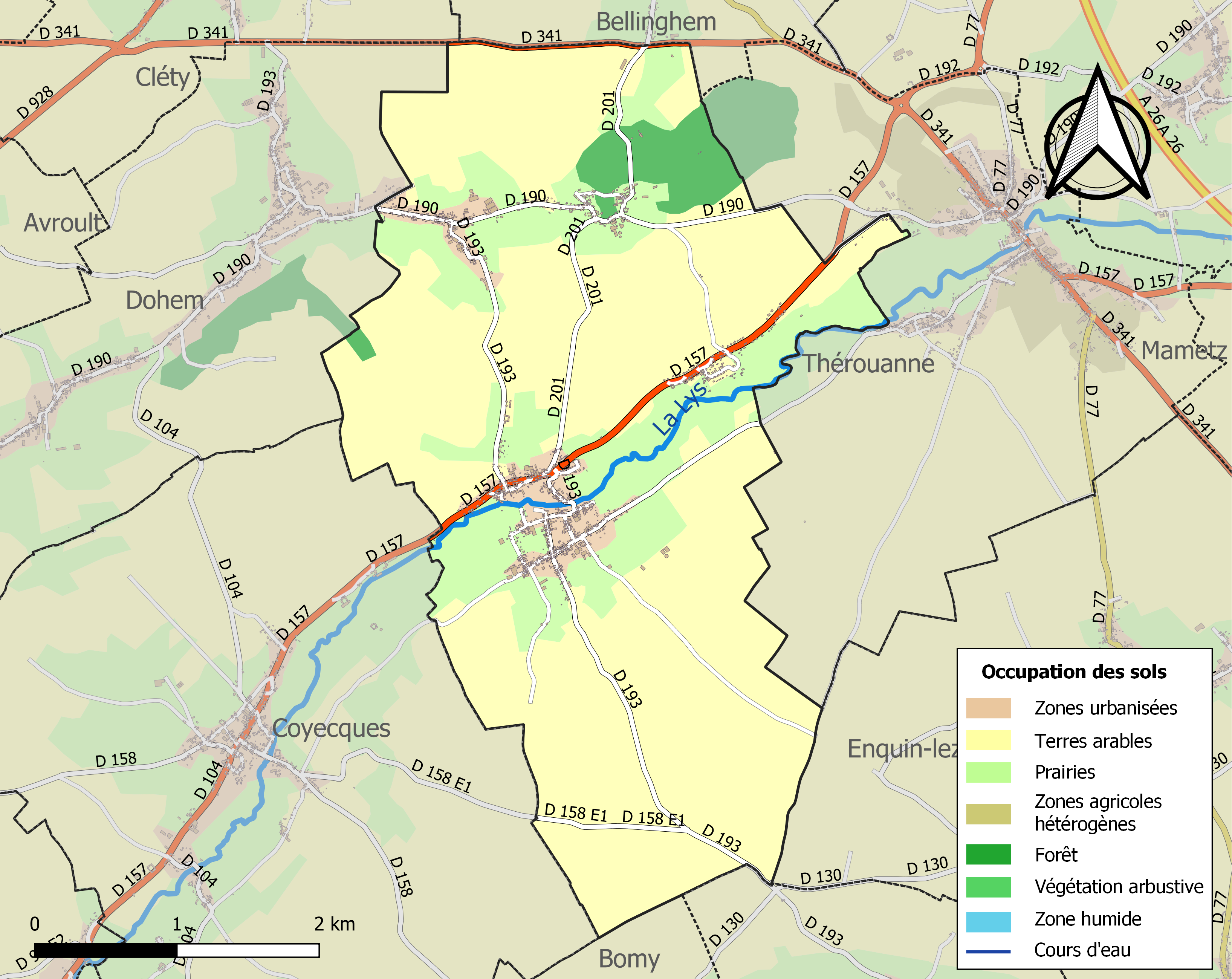
Carte des infrastructures et de l'occupation des sols de la commune en 2018 (CLC).

### Lieux-dits, hameaux et écarts
La commune est constituée de plusieurs hameaux : Westrehem, Upen-d'Aval et Upen-d'Amont.

### Voies de communication et transports

#### Voies de communication
La commune est desservie par les routes départementales D 157 et D 193, et est limitrophe, au nord, de la D 341, appelée chaussée Brunehaut qui relie Sainte-Catherine et Saint-Martin-Boulogne.

#### Transport ferroviaire
La commune se trouve à 20 km, au sud-ouest, de la gare de Saint-Omer, située sur les lignes de Lille aux Fontinettes et de Saint-Omer à Hesdigneul, desservie par des trains TER Hauts-de-France.
La commune était située sur la ligne de chemin de fer Aire-sur-la-Lys - Berck-Plage, une ancienne ligne de chemin de fer qui reliait, entre 1893 et 1955, Aire-sur-la-Lys à Berck dans le département du Pas de Calais.

### Risques naturels et technologiques

#### Risque inondation
À la suite du passage des tempêtes Ciarán, Domingos et Elisa et des inondations et coulées de boue qui se sont produites, la commune est reconnue, par arrêté du 14 novembre 2023, en état de catastrophe naturelle pour inondations et coulées de boue sur la période du 2 au 12 novembre 2023, comme 179 autres communes du département.

## Toponymie
Le nom de la localité est attesté sous les formes Diletae en 1042, Dalette au XIe siècle, Delectes en 1119, Deletes en 1179, Delethes en 1200, Delettes en 1222, Delettez et Delettes-delez-Thérouanne en 1375, Dellettes en 1559, Dalettes en 1739, Delette en 1793, Dellette puis Delettes depuis 1801.
En picard, la commune porte le nom d'Édlettes.
L'étymologie proviendrait de deile, pièce de terre. Ancienne région de colonisation saxonne, la région de Saint-Omer en conserve la trace dans ses toponymes : Delettes vient du gotique dails, partager, terre cultivée en commun, avec un diminutif roman.

## Histoire
En 1217, Philippe de Radometz (hameau rattaché à Westrehem et donc à Delettes) est un des douze pairs de l'évêque de Thérouanne.
Jusqu'à la fin de l'Ancien Régime, les hameaux de Westrehem et de Radomez forment une communauté distincte,.
Gabriel Taviel II (1691-1758) est seigneur d'Upen d'Aval sur Delettes. Fils de Gabriel Taviel Ier, seigneur de Pardaval, bourgeois de Lille, en faillite en 1692, ensuite établi à Saint-Omer et de Valentine Farvacques, inhumée dans l'église Saint-Denis de Saint-Omer, il nait à Lille en juin 1691 (baptisé le 15 juin 1691) et meurt à Saint-Omer le 1er avril 1758, enterré le 3 dans l'église Sainte-Aldegonde de Saint-Omer, chapelle des Trépassés . Il prend pour femme à Saint-Omer le 7 juillet 1732 Marie-Françoise Baert, née en 1704, fille de François-Albert, écuyer, seigneur de Hollant et d'Adrienne-Françoise Schacht. Deux fils vont être inhumés à côté de leur père à Sainte-Aldegonde, une fille décédée au château d'Upen d'Aval est enterrés dans l'église d'Upen d'Aval.
Albert-Gabriel-Valentin Taviel (1733-1777), écuyer, fils de Gabriel II, est seigneur d'Upen d'Aval. Il nait à Saint-Omer en décembre 1733 (baptisé le 17 décembre 1733), devient capitaine au corps royal d'artillerie, est distingué chevalier de Saint-Louis, meurt à Saint-Omer le 9 mai 1777, est enterré le 11 à Upen. Il épouse à Strasbourg Agnès-Charlotte Ballard d'Invilliers, morte après 1804, fille de Louis-Henri, lieutenant-général des armées du roi, inspecteur général d'artillerie. Albert-Gabriel Valentin Taviel et Agnès-Charlotte Ballard d'Invilliers sont les parents d'Albert-Louis-Valentin Taviel.
Delettes absorbe entre 1790 et 1794, Westrehem et Radomez, puis par ordonnance royale du 4 décembre 1822, la commune d'Upen-d'Aval et Upen-d'Amont est réunie à celle de Delettes,.

## Politique et administration

### Découpage territorial
La commune se trouve dans l'arrondissement de Saint-Omer du département du Pas-de-Calais, depuis 1801.

#### Commune et intercommunalités
La commune est membre de la communauté d'agglomération du Pays de Saint-Omer.

#### Circonscriptions administratives
La commune est rattachée au canton de Fruges. Avant le redécoupage cantonal de 2014, elle était, depuis 1801, rattachée au canton de Lumbres.

#### Circonscriptions électorales
Pour l'élection des députés, la commune fait partie de la sixième circonscription du Pas-de-Calais.

### Élections municipales et communautaires

#### Liste des maires
| Période                                  | Période                    | Identité          | Étiquette | Qualité                                               |
| ---------------------------------------- | -------------------------- | ----------------- | --------- | ----------------------------------------------------- |
| Les données manquantes sont à compléter. |                            |                   |           |                                                       |
| mai 1945                                 | mars 1965                  | Daniel Deletré    |           |                                                       |
| mars 1965                                | mars 1983                  | Daniel Ansel      |           |                                                       |
| mars 1983                                | février 2000               | Michel Deletré    |           | Ancien brasseur Démissionnaire                        |
| février 2000                             | mars 2001                  | Claude Breemersch |           |                                                       |
| mars 2001                                | avril 2014                 | Jacques Bourdon   | NC        |                                                       |
| avril 2014                               | En cours (au 29 mars 2021) | Alain Massez      | DVD       | Instituteur retraité, Réélu pour le mandat 2020-2026, |

## Équipements et services publics

### Enseignement
La commune est située dans l'académie de Lille et dépend, pour les vacances scolaires, de la zone B.
La commune administre le groupe scolaire des trois épis.

### Justice, sécurité, secours et défense
La commune dépend du tribunal judiciaire de Saint-Omer, du conseil de prud'hommes de Saint-Omer, de la cour d'appel de Douai, du tribunal de commerce de Boulogne-sur-Mer, du tribunal administratif de Lille, de la cour administrative d'appel de Douai, du pôle nationalité du tribunal judiciaire de Boulogne-sur-Mer et du tribunal pour enfants de Saint-Omer.

## Population et société

### Démographie
Les habitants sont appelés les Delettois et leur nom jeté ou sobriquet est : chés fous d'Édlette (« les fous de Delettes »).

#### Évolution démographique
L'évolution du nombre d'habitants est connue à travers les recensements de la population effectués dans la commune depuis 1793. Pour les communes de moins de 10 000 habitants, une enquête de recensement portant sur toute la population est réalisée tous les cinq ans, les populations de référence des années intermédiaires étant quant à elles estimées par interpolation ou extrapolation. Pour la commune, le premier recensement exhaustif entrant dans le cadre du nouveau dispositif a été réalisé en 2007.

En 2022, la commune comptait 1 146 habitants, en évolution de −2,39 % par rapport à 2016 (Pas-de-Calais : −0,72 %, France hors Mayotte : +2,11 %).
| 1793 | 1800 | 1806 | 1821 | 1831 | 1836  | 1841  | 1846  | 1851  |
| ---- | ---- | ---- | ---- | ---- | ----- | ----- | ----- | ----- |
| 550  | 597  | 599  | 704  | 957  | 1 016 | 1 072 | 1 115 | 1 096 |

| 1856  | 1861  | 1866  | 1872 | 1876  | 1881 | 1886 | 1891 | 1896 |
| ----- | ----- | ----- | ---- | ----- | ---- | ---- | ---- | ---- |
| 1 032 | 1 040 | 1 046 | 999  | 1 034 | 959  | 980  | 961  | 946  |

| 1901 | 1906 | 1911 | 1921 | 1926 | 1931 | 1936 | 1946 | 1954 |
| ---- | ---- | ---- | ---- | ---- | ---- | ---- | ---- | ---- |
| 940  | 955  | 946  | 906  | 895  | 845  | 843  | 805  | 807  |

| 1962 | 1968 | 1975 | 1982 | 1990 | 1999 | 2006  | 2007  | 2012  |
| ---- | ---- | ---- | ---- | ---- | ---- | ----- | ----- | ----- |
| 756  | 742  | 743  | 821  | 912  | 912  | 1 041 | 1 059 | 1 156 |

| 2017  | 2022  | - | - | - | - | - | - | - |
| ----- | ----- | - | - | - | - | - | - | - |
| 1 178 | 1 146 | - | - | - | - | - | - | - |

#### Pyramide des âges
En 2018, le taux de personnes d'un âge inférieur à 30 ans s'élève à 39,3 %, soit au-dessus de la moyenne départementale (36,7 %). À l'inverse, le taux de personnes d'âge supérieur à 60 ans est de 18,9 % la même année, alors qu'il est de 24,9 % au niveau départemental.
En 2018, la commune comptait 588 hommes pour 591 femmes, soit un taux de 50,13 % de femmes, légèrement inférieur au taux départemental (51,5 %).
Les pyramides des âges de la commune et du département s'établissent comme suit.
| Hommes | Classe d’âge | Femmes |
| ------ | ------------ | ------ |
| 0,5    | 90 ou +      | 1,0    |
| 3,9    | 75-89 ans    | 5,3    |
| 14,0   | 60-74 ans    | 13,1   |
| 21,0   | 45-59 ans    | 18,1   |
| 22,5   | 30-44 ans    | 22,1   |
| 16,3   | 15-29 ans    | 16,4   |
| 21,8   | 0-14 ans     | 24,0   |

| Hommes | Classe d’âge | Femmes |
| ------ | ------------ | ------ |
| 0,5    | 90 ou +      | 1,6    |
| 5,6    | 75-89 ans    | 8,9    |
| 16,7   | 60-74 ans    | 18,1   |
| 20,2   | 45-59 ans    | 19,2   |
| 18,9   | 30-44 ans    | 18,1   |
| 18,2   | 15-29 ans    | 16,2   |
| 19,9   | 0-14 ans     | 17,9   |

## Culture locale et patrimoine

### Lieux et monuments

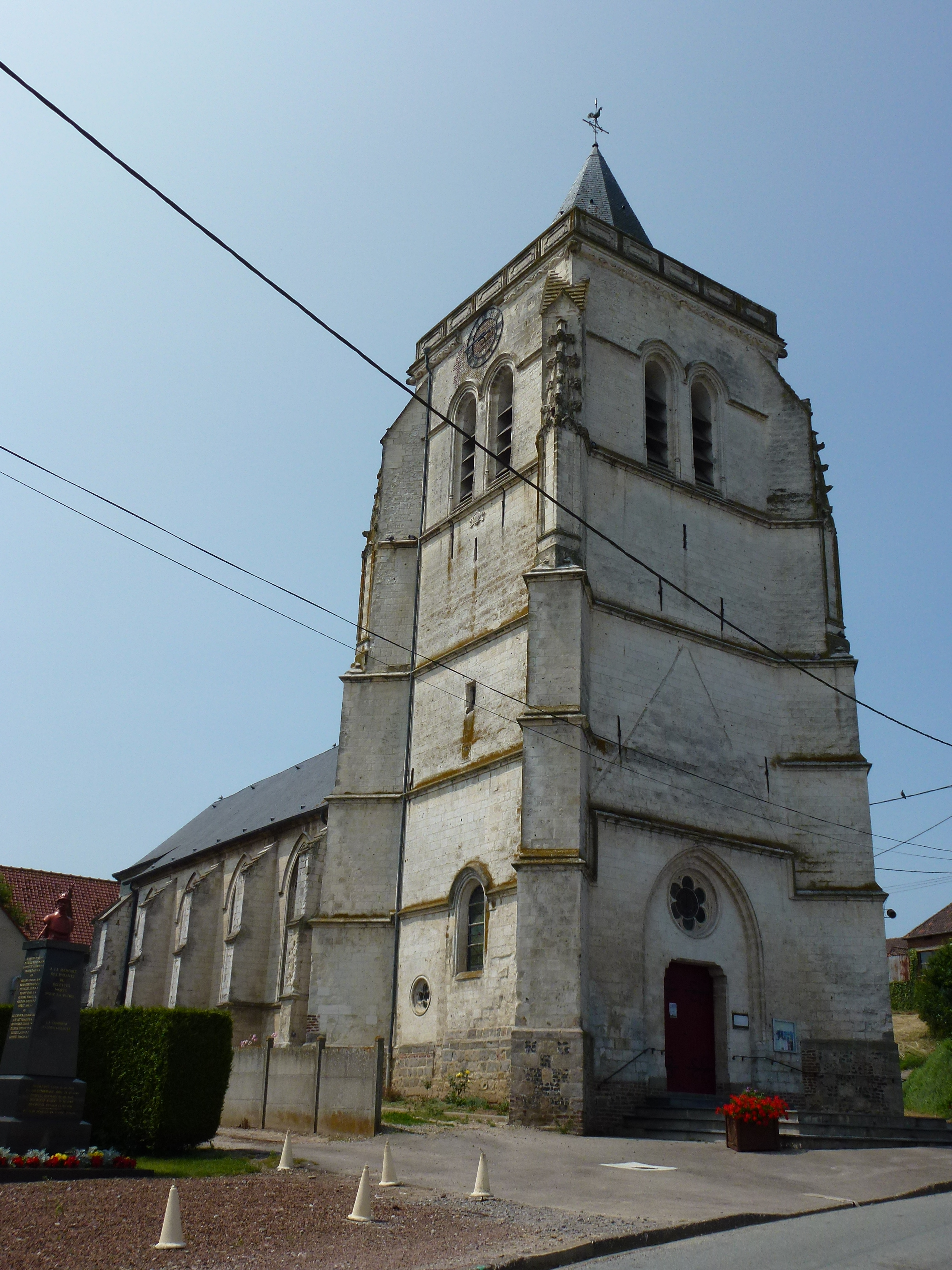
L'église Saint-Maxime et le monument aux morts.

- Le monument aux morts de la commune a été reconstruit en 1999 et inauguré le 7 novembre. Les médaillons avec les photos de combattants de la Première Guerre mondiale, enlevés de l'ancien monument, ont été redisposés sur une plaque de marbre désormais visible dans l'église. Le monument original avait été inauguré le 28 septembre 1921. Conflits commémorés :  1914-1918, 1939-1945 et Indochine* Le monument aux morts[51].
- L'église Saint-Maxime.

### Héraldique
| Blason de Delettes | Blason  | D'argent à trois cloches de gueules. |
| Blason de Delettes | Détails | Inspiré des armes de la famille de Renty, anciens seigneurs du lieu, où les doloires ont été remplacées par des cloches, représentant les trois églises du village. Proposé en 1996 par les archives départementales mais jamais utilisé, la commune lui préférant un « pseudo-blason » : un logo en forme d'écu, adopté en 2004. |

## Pour approfondir